# ولی‌آباد (گنبکی)
ولی‌آباد، روستایی در دهستان ناصریه بخش ناصریه شهرستان گنبکی استان کرمان ایران است.

## جمعیت
بر پایه سرشماری عمومی نفوس و مسکن در سال ۱۳۹۵، جمعیت این روستا برابر با ۱۵ نفر (۴ خانوار) بوده است.